# Kościół fiński w Sztokholmie
Kościół fiński w Sztokholmie (szw. Finska kyrkan, fin. Suomalainen Kirkko) – kościół parafialny fińskiego Kościoła ewangelicko-luterańskiego (Finska kyrkan) w eksterytorialnej parafii fińskiej. Jest położony przy ul. Slottsbacken 2 B-C w dzielnicy Gamla stan (Stare Miasto).
Oficjalna nazwa kościoła to Fredriks kyrka (kościół Fryderyka), ponieważ otrzymał on wezwanie na cześć króla Fryderyka I.
Kościół ma status zabytku sakralnego według rozdz. 4 Kulturminneslagen (pol. Prawo o pamiątkach kultury) ponieważ został wzniesiony do końca 1939 (3 §).

## Historia
Początki kościoła fińskiego sięgają budynku Lilla Bollhuset, wzniesionego w latach 1648-1653 jako dobudówka do, nieistniejącego już dziś, Stora Bollhuset, wykorzystywanego przez dwór królewski jako sala do gry w piłkę lub teatr. Kiedy Stora Bollhuset zaczął być wykorzystywany jako teatr, Lilla Bollhuset zaczęto używać do gier, choć czasem i on był wykorzystywany do potrzeb scenicznych (występ trupy z Niemiec w latach 1662-1663).
W 1725 budynek Lilla Bollhuset nabyła parafia fińskiego kościoła luterańskiego i postanowiła przebudować go na kościół. Zadanie przebudowy powierzono architektowi Göranowi Adelcrantzowi. Prace przebiegły na tyle sprawnie, że już pod koniec tego samego roku, 19 grudnia, mogła się odbyć konsekracja kościoła.

## Architektura
Z zewnątrz kościół nie przypomina w niczym świątyni.
Pomieszczenie wewnętrzne jest niewielkie, ma kształt prostokąta o wymiarach 20x10 metrów i może pomieścić ok. 400 osób. Od zachodu zbudowano podwójną emporę, której niższa balustrada jest od roku 1734 ozdobiona herbem Finlandii oraz herbami historycznych regionów tego kraju.
Nastawa ołtarzowa, dzieło Lorensa Gottmana z 1734, przedstawia zmartwychwstanie Chrystusa. Korony na suficie pochodzą z kościoła w Nyen w Ingrii, obecnie w Rosji. Organy mają 32 głosy i zostały zbudowane przez Olofa Schwana po 1790.